# Youngbloods
Youngbloods – hippisowski zespół folk rockowy. Zasłynął przebojem Get Together (przerobionym później przez zespół Jefferson Airplane na płycie Jefferson Airplane Takes Off), nawołującym do miłości i życia w komunie hippisowskiej.
Inne reprezentatywne utwory grupy to: Hippie from Olema, Don't Let The Rain Get You Down czy Lean Low.